# Моцешти (Бихор)
Моцешти (рум. Moțești) насеље је у Румунији у округу Бихор у општини Пиетроаса. Oпштина се налази на надморској висини од 269 m.

## Становништво
Према подацима из 2002. године у насељу је живело 116 становника, од којих су сви румунске националности.